# Stephen Michael Stirling
 (avril 2019).
Si vous disposez d'ouvrages ou d'articles de référence ou si vous connaissez des sites web de qualité traitant du thème abordé ici, merci de compléter l'article en donnant les références utiles à sa vérifiabilité et en les liant à la section « Notes et références ».
Pour les articles homonymes, voir Stirling.
Œuvres principales
- Nantucket
- Légion de Falkenberg
- Terminator 2

Stephen Michael Stirling ou S. M. Stirling, né le 30 septembre 1953 à Metz, est un auteur canado-américain de science-fiction et de fantasy. Ses romans décrivent souvent des situations militaires et des cultures militaristes.

## Biographie
Stirling est né à Metz en France, le 30 septembre 1953 d’une mère anglaise et d’un père canadien. Il a vécu dans plusieurs pays et réside actuellement au Nouveau-Mexique, États-Unis, avec son épouse Jan.
Hormis l’insistance sur le militaire, l’aventure et l’exploration dans ses livres, il décrit souvent des sociétés avec des valeurs culturelles sensiblement différentes des vues occidentales modernes, particulièrement avec une attitude plus libérale envers la sexualité (des personnages de lesbiennes sont souvent représentés), d’une manière sympathique ou au moins neutre. Un de ses thèmes récurrents est l’influence de la culture sur les perspectives et les valeurs d’un individu, avec une emphase particulière sur le fait que la plupart des personnes et sociétés se considèrent comme étant (en général) morales.
Dans le passé il a fréquemment collaboré avec d’autres auteurs tel David Drake, Jerry Pournelle et Anne McCaffrey.
Stirling est probablement le plus connu pour sa série Draka, romans d’Histoire alternative et le plus récent ‘’Island in the Sea of Time‘’ trilogie conjuguant voyage dans le temps et Histoire alternative. Ses romans ‘’Go Tell The Spartans’’ and ‘’Prince of Sparta’’ se déroulent dans l’univers de « CoDominium » de Jerry Pournelle.

## Stirling, le critique
- Si vous ne connaissez pas le sujet, laissez ce bandeau (vous pouvez alors contacter les auteurs).
- Si vous supprimez le contenu mis en cause (vous pouvez préalablement contacter les auteurs),

argumentez précisément cette suppression dans la page de discussion
(un manque de référence n'est pas un argument ; une recherche réelle de référence doit avoir été effectuée, être formellement documentée).
Stirling est connu pour être franc et tranché quand il en vient à ses avis politiques. Il est d’accord avec la position conservatrice des '’faucons" américains sur le Moyen-Orient et soutient les théories socio-économique radicales sur le marché commercial. Il a également énoncer l’opinion que l’état du monde s’améliorerait si l’Islam disparaissait, ce qui a été interprété par certains en tant qu’approbation du génocide de tous les musulmans. Cependant, il a clairement indiqué qu’il n’est pas chrétien et qu’il ne doit pas être mis dans le même panier que la faction évangélique des néo-conservateurs américains.
En dehors des É.-U., il a particulièrement été la cible à la critique au sujet de sa série Draka, qui aux yeux de certains semble vanter (ou au moins exagérer l’efficacité) d’une société totalitaire, raciste et génocidaire. Certainement, la société des livres de la série Draka a, de manière irréaliste, peu d’inconvénients et de faiblesses (excepté d’un point de vue moral) en dehors d’un progrès scientifique plus lent. En outre, les protagonistes sont décrits d’une manière très positive, comme des hommes et femmes d’honneur, même alors qu’ils conquièrent et subjuguent brutalement un monde entier.
Il est connu pour être consterné par cette analyse de son travail. Il décrit la série Draka comme une dystopie basée sur la "supposition que tout s’était passé aussi mal que possible ces derniers siècles". La page titre d’un de ses romans (‘’ Conquistador ‘’) reprend la citation : « il y a un terme technique pour quelqu’un qui confond les avis d’un personnage d’un livre avec ceux de l’auteur. Ce terme est idiot. »
Stirling a également été accusé d’être nettement anti-Chrétien dans son œuvre, en particulier vis-à-vis des chrétiens et des Wicca (re: série Dies the Fire).

## Œuvres

### SérieLes Seigneurs de la création(The Lords of Creation)
Et si Mars et Vénus étaient vraiment habitables et habités, comme dans beaucoup d’histoires de science-fiction du début des années 1960 et avant ? Dans cette série Mars et Vénus ont été terraformées il y a longtemps et « semées » avec les espèces de la Terre, y compris plusieurs espèces humaines différentes. Sur Terre, tout est le même jusqu’au début de l’exploration de l’espace, mais alors la Guerre froide se transforme en véritable course spatiale…’’ The Sky People’’ se déroule sur Vénus, In the Halls of the Crimson Kings sur Mars.
- The Sky People (à venir)
- In the Halls of the Crimson Kings (à venir)

### SérieNantucket
Dans la série Island in the Sea of Time, l’île de Nantucket est transportée par un phénomène inconnu (appelé "The Event"/"The Change" dans la série) en arrière à temps jusqu’à l’âge du bronze, environ 1250 av. J.-C. (correspondant au dernier Âge Héroïque de la mythologie grecque).
La trilogie décrit le conflit entre les différentes factions de la population de l’île - certains essayant de dominer le monde pour leur propre avantage, d’autres essayant de l’améliorer - et les différentes civilisations de l’âge en bronze.
Vers la fin du troisième livre, Nantucket est le membre dominant d’un réseau d’alliés important et en augmentation constante, plutôt réminiscence de l’empire britannique (bien que la Grande-Bretagne elle-même est ici un des protectorats et une source de « tribus de guerrier » à inscrire comme mercenaires dans les armées de Nantucket).
- Island in the Sea of Time (1998-03-01)
- Against the Tide of Years (1999-05-01)
- On the Oceans of Eternity (2000-04-01)

### SérieThe Emberverse
Dies the Fire (2004) montre les effets de The Event sur le reste de la planète, le monde que l’île de Nantucket a quitté - un monde où l’électricité, les armes à feu, les moteurs à combustion, et la puissance de la vapeur ne fonctionnent plus.
- Dies the Fire ( 1er janvier 2004)
- The Protector's War (6 septembre 2006)
- A Meeting at Corvallis (5 septembre 2006)

### SérieFifth Millennium
Collection de romans de fantasy post-holocauste où la civilisation a été détruite (probablement par une guerre nucléaire) à une période proche de la nôtre et des nouvelles civilisations se sont développées. Les romans se déroulent dans les années 5 000 ap. J.-C.
Il y a des éléments de magie ou psi, mais ils sont assez faibles. Deux romans additionnels (Lion’s Heart et Lion’s Soul écrits par Karen Wehrstein) se passent en parallèle mais n’ont pas été écrits ou coécrits par Stirling. Shadow’s Daughter par Shirley Meier fait également partie de la série.
- Snowbrother (1985)
- The Sharpest Edge (1986) (avec Shirley Meier) (Par la suite réécrit et augmenté dans Saber and Shadow)
- The Cage (1989) (avec Shirley Meier)
- Shadow’s Son (1991) (avec Shirley Meier et Karen Wehrstein)
- Saber and Shadow (1992) (avec Shirley Meier)

### Série Draka
Les romans de la série Draka postulent un empire africain (blanc) esclavagiste, militariste (fondé par des Américains loyalistes échappés en Afrique du Sud après la Guerre d'indépendance des États-Unis et plus tard rejoints par les Confédérés défaits après la guerre de Sécession).
La série suit son développement historique durant les 19èmes et 20èmes siècles. La culture de Draka est remarquable pour combiner strictement une société de classes hiérarchisées avec une égalité des sexes presque complète (soldats féminins y compris dans les unités militaires combattantes). Comparé à la société occidentale actuelle, la nudité et la sexualité sont beaucoup moins taboues.
Les trois premiers livres font la chronique de l’expansion de Draka, commençant par leur invasion et la conquête de l’Europe pendant la fin de la Seconde Guerre mondiale (jusqu’à ce point, la partie européenne de cette Histoire alternative était pratiquement inchangée), ce qui mène à un scénario de guerre froide, guerre cachée où ils font face au monde libre mené par l’Amérique.
Le livre final (The Stone Dogs) décrit la poursuite de cette guerre dans l’espace, et la bataille nucléaire apocalyptique finale entre les deux factions antagonistes.
- Marching Through Georgia (1988)
- Under the Yoke (1989)
- The Stone Dogs (1990)
- Drakon (1995) (Scenario d’une Terre Alternative, Drakas essaye d’envahir notre monde)
- The Domination (2000) (Édition Omnibus des 3 premiers romans)
- Drakas ! (2000) (Anthologie éditée par Stirling)

### Série duGénéral
Réécriture de la vie de Bélisaire sur une planète colonie avec la technologie de la fin du XIXe siècle. Ces romans sont actuellement disponibles en éditions omnibus. (2005).
avec David Drake
- The Forge (1991)
- The Hammer (1992)
- The Anvil (1993)
- The Steel (1993)
- The Sword (1995)
- The Chosen (1996)
- The Reformer (1999)

### SérieLa Légion de Falkenberg
À noter que des volumes antérieurs de cette série, commençant par The Mercenary, étaient l’œuvre de Jerry Pournelle seul.
Faisant partie de la série « CoDominium », incluant également he Mote in God’s Eye (La poussière dans l’œil de dieu, pour la traduction française) et The Gripping Hand de Pournelle et Larry Niven (en 2002, tous les livres de la série Falkenberg, y compris ces deux, ont été édités en un seul volume, The Prince.) 
Avec Jerry Pournelle
- Go Tell the Spartans (1991)
- Prince of Sparta (1993)

### SérieFlight Engineer
avec James Doohan
- The Rising (1996)
- The Privateer (1999)
- The Independent Command (2000)

### SérieTerminator 2
- T2: Infiltrator (2001)
- T2: Rising Storm (2002)
- T2: The Future War (2003) HarperCollins

### Autres romans

#### Appartenant à une série d’un autre auteurs
- The Children's Hour (199]) (avec Jerry Pournelle) (partie de la série "Man/Kzin wars")
- Blood Feuds (1993) (avec Judith Tarr, Susan Shwartz et Harry Turtledove (partie de la série War World, sous série de la série « Co-dominium », créée à l’origine par Jerry Pournelle.)
- The City who Fought (1993) (avec Anne McCaffrey) (partie de la série Ship who Sang)
- Blood Vengeance (1994) (avec Susan Shwartz, Judith Tarr, Harry Turtledove et Jerry Pournelle (également partie de la sous série War World))
- The Ship Avenged (1997) (partie de la série Ship who Sang)
- Jimmy les Mains vives (Jimmy the Hand, 2003) (avec Raymond E. Feist)

#### Indépendants
- The Rose Sea (1994) avec Holly Lisle
- The Peshawar Lancers (2001) Les Lanciers de Peshawar pour l’édition française de 2004 au Fleuve noir  (ISBN 2265077046).
- Conquistador (2003)

### Nouvelles traduites en français
- Annoncer la sentence, 2016 ((en) Pronouncing Doom, 2013)Parue dans l'anthologie Dangerous Women aux éditions J'ai lu et située dans l'univers The Emberverse